# La Campine (pétrolier)
La Campine est un des trois premiers tankers belge avec une capacité de 3400 GRT (2 tank). Il appartenait à la American Petrolium Company, devenu par la suite Esso Belgium N.V.

## Histoire[1]
Ce navire a été construit par Palmer's Ship Building & Iron Co Ltd dans le chantier naval de Jarrow et le lancement a été fait le 24 décembre 1889. Il pouvait naviguer à vapeur et à voiles. 
Ce navire comportait 3 mâts : les deux à l'avant servaient pour les voiles tandis que celui a l’arrière était utilisé comme une grande cheminée du navire pour les risques d'incendie. Pas loin de la cheminée arrière on pouvait trouver quatre canots de sauvetage au bossoirs. 

### Première Guerre mondiale[2]
Il coule le 13 mars 1917, pendant la Première Guerre mondiale, après l'attaque du sous-marin allemand  U-boat UC 50 en mer du Nord. Il effectuait alors son voyage de Rotterdam à New York. Tout l’équipage a pu être sauvé.
Cet évènement est passé dans les nouvelles de Leidsche Courant.

## La Campine et l'art
La Campine a été plusieurs fois représentée dans les peintures de John Henry Mohrmann. Il en a fait 3 peintures en 1899, 1901, et 1908.